# Grammaticalisation
Le terme grammaticalisation désigne, dans l'évolution d'une langue à une autre ou dans l'histoire d'une langue déjà formée, un changement linguistique consistant en la transformation d'une entité autonome, le plus souvent un mot à sens lexical, en morphème grammatical,,.
La grammaticalisation est un processus graduel et de longue durée, se manifestant par plusieurs phénomènes. L'entité initiale perd partiellement ou totalement son contenu notionnel, son sens lexical ou d'une autre nature, ses propriétés syntaxiques, sa forme sonore d'origine et ses propriétés prosodiques, donc son autonomie, devenant, en tant que mot-outil ou affixe, dépendante d'un mot autonome. En même temps, elle devient partiellement ou totalement abstraite, acquiert un sens grammatical et devient obligatoire. Certaines entités grammaticalisées apparaissent tantôt comme des mots à part, tantôt comme des affixes. En synchronie, c'est-à-dire dans l'état de la langue à un moment donné, des entités différentes présentent des degrés différents de grammaticalisation,.

## Exemples de grammaticalisation

### Verbes grammaticalisés
Il n'y a pas d'unité de vues parmi les linguistes, qu'ils s'occupent de langues différentes ou d'une même langue, quant au statut de ces verbes par rapport aux verbes autonomes, parce que leur grammaticalisation présente des degrés différents. Dans des grammaires françaises ou roumaines, certains auteurs traitent, d'une part, de verbes autonomes et, d'autre part, de verbes auxiliaires et semi-auxiliaires. Selon Grevisse et Goosse 2007, les verbes auxiliaires sont dépouillés de leur signification propre et servent de simples éléments morphologiques pour construire les formes verbales exprimant le mode, le temps et la diathèse des verbes autonomes. Cette grammaire ne compte parmi les verbes auxiliaires français que avoir et être. Selon elle, les verbes semi-auxiliaires sont des verbes qui perdent plus ou moins leur signification propre et servent à exprimer diverses nuances de temps, d'aspect ou d'autres modalités de l'action. Bidu-Vrănceanu 1997 définit les semi-auxiliaires comme des verbes dont la qualité se situe entre celle de verbe autonome et celle de morphème grammatical (verbe auxiliaire), exprimant des valeurs modales et d'aspect, et ayant des degrés différents de grammaticalisation incomplète. D'autres linguistes hésitent entre appeler ces verbes auxiliaires ou semi-auxiliaires, d'autres encore parlent de « verbes de modalité et d'aspect (considérés par certains comme des semi-auxiliaires) ». En revanche, dans certaines grammaires, tous les verbes appelés auxiliaires et semi-auxiliaires par d'autres sont considérés comme des auxiliaires.

#### Verbes grammaticalisés morphologiques
Dans les langues romanes, comme le français, le verbe avoir a pour sens d'origine « posséder », qu'il garde en utilisation autonome. En tant que verbe auxiliaire, il perd totalement ce sens, étant seulement morphologique, c'est-à-dire servant à former certaines formes verbales tel le passé composé. C'est un morphème libre, restant autonome seulement par le fait que c'est un mot à part. Il perd son accent tonique, constituant un même mot prosodique avec un ou plusieurs clitiques et un verbe à sens lexical qui porte l'accent. En qualité de complexe sonore, cet auxiliaire garde sa forme complète en français, mais seulement en partie en roumain, par exemple (a vs are « a », am vs avem « avons », ați vs aveți « avez »). En roumain, le même auxiliaire, mais à l'une des formes de futur, est également un mot à part, mais beaucoup plus réduit, à la forme unique o pour toutes les personnes (ex. o să adun « je vais rassembler », o să aduni « tu vas rassembler », etc.).
Dans l'histoire de la langue, un certain type de morphème grammatical peut avoir tendance à en remplacer un autre pour exprimer le même sens grammatical. À côté du futur simple, le français a développé le futur proche, une périphrase formée avec le verbe aller grammaticalisé, qui perd son sens lexical dans cette qualité, étant appelé semi-auxiliaire par Grevisse et Goosse 2007. En français standard, le futur proche n'a plus de sens « proche », pour présenter comme certain un fait situé dans un avenir lointain (ex. Dans trois ans, nous allons célébrer le millénaire de notre ville), et il « est un redoutable concurrent du futur simple dans la langue parlée ».
En hongrois, un tel processus est déjà achevé. Le futur n'est plus exprimé par un morphème lié (le suffixe -and/-end), mais avec le verbe auxiliaire fog (ex. Mikor fogsz találkozni vele? « Quand vas-tu le/la rencontrer ? »), qui continue à exister avec son sens lexical « tenir, attraper ».
Dans le standard de la langue serbe, l'auxiliaire de ce qu'on appelle futur 1 est le verbe hteti au sens « vouloir » en emploi autonome. Il présente en tant qu'auxiliaire des degrés divers de grammaticalisation, non pas du point de vue fonctionnel, mais seulement formel :
- On l'utilise non transformé et accentué en phrase interrogative positive: hoćeš li videti? « vas-tu voir ? »
- Il devient clitique par réduction, par exemple à ćeš dans l'exemple précédent. Avec cette forme, il peut être :
  - non fusionné et placé après les verbes terminés à l'infinitif en -i, en phrase déclarative positive, s'il n'y a aucun mot accentué devant le verbe: doći ćeš « tu vas venir »;
  - enclitique et fusionné avec les infinitifs terminés en -ti, dans la même situation que la précédente : videćeš « tu vas voir » ;
  - proclitique, c'est-à-dire détaché du verbe et placé devant lui en phrase déclarative positive ou interrogative positive, s'il y a devant lui un mot accentué : ti ćeš videti (?) « toi, tu vas voir (?) », da li ćeš videti ? « est-ce que tu vas voir ? » ;
  - détaché du verbe mais attaché au mot négatif ne dans toute phrase négative : (ti) nećeš videti (?) « (toi) tu ne vas pas voir (?) ».

En anglais, la forme de présent continu du verbe go « aller » est grammaticalisé pour exprimer un futur imminent : It’s going to rain « Il va pleuvoir ».

#### Verbes copules
Le verbe copule ou attributif unit l'attribut au sujet. Dans certaines grammaires, ce verbe aussi est rangé parmi les verbes auxiliaires.
Le verbe copule par excellence est, dans plusieurs langues, celui qui signifie être. Il est grammaticalisé, perdant en tant que copule son sens originaire « exister » :
(fr) Les rues du village sont désertes le soir ;
(en) She is a dancer « Elle est danseuse » ;
(ru) быть студентом byt' stoudentom « être étudiant » ;
(ro) Ei sunt turiști « Ils sont touristes » ;
(sr) Glumac je mlad « L'acteur est jeune » ;
(hu) Angol tanár vagyok « Je suis professeur d'anglais ».

#### Verbes de modalité
Ces verbes sont l'un des moyens d'exprimer l'attitude du locuteur à l'égard de son propre énoncé, par exemple qu'il voit le procès exprimé par le verbe à sens lexical comme éventuel, probable, possible, obligatoire, etc. Ces verbes sont inclus parmi les semi-auxiliaires par les auteurs qui adoptent cette notion. Exemples :
(fr) La campagne doit être belle à cette saison – probabilité ;
(en) We may have problems « Nous pourrions avoir des problèmes » – éventualité ;
(ro) Am a scrie / de scris « J'ai à écrire » – obligation ;
(cnr) O svemu se može razgovarati « On peut discuter de tout » – possibilité ;
(hu) El tudod ezt nekem intézni? « Tu peux me résoudre ça ? » – capacité.

#### Verbes d'aspect
Parmi ses traits, le verbe possède celui d'indiquer que le procès qu'il exprime est achevé ou inachevé, qu'il a lieu en un moment ou qu'il dure, qu'il est à son début ou à sa fin, etc.. L'un des procédés pour indiquer de telles caractéristiques, appelées « aspects », sont les verbes d'aspect. Ils sont rangés également parmi les semi-auxiliaires par les grammairiens qui opèrent avec cette notion.
Par exemple, en français, le caractère continu de l'action est exprimé par une périphrase contenant une expression verbale spécifique : Puisque nous sommes en train de visiter les monuments... (Théophile Gautier). Un autre semi-auxiliaire d'aspect est le verbe faire en périphrase factitive : Personne au monde ne le fera changer d'avis (Jean Cocteau).
Dans la linguistique de l'anglais, il y a des auteurs qui voient des verbes aspectuels dans des exemples comme she started working « elle a commencé de travailler », she finished working « elle a fini de travailler ».
En roumain aussi, des verbes comme a începe « commencer », a termina « terminer », a continua « continuer » sont considérés par certains grammairiens comme exprimant des aspects par leur sens lexical. D'autres sont plus grammaticalisés, indiquant des aspects seulement de manière contextuelle, sans avoir dans ce cas leur sens primordial, ex. se pune să plângă « il/elle se met à pleurer ».
En hongrois, le caractère répété, systématique de l'action est exprimé par le verbe szokott « avoir l'habitude », le seul considéré comme un auxiliaire d'aspect, dont la grammaticalisation relativement avancée est reflétée par le fait que dans cette qualité, on utilise sa forme de passé y compris dans le cas d'actions qui ne sont pas situées dans le passé, ex. Meg szoktam venni a napilapokat « J'ai l'habitude d'acheter / J'achète toujours les quotidiens ».

### Autres morphèmes résultant d'une grammaticalisation

#### Prépositions et postpositions
Au sujet d'une partie des prépositions, mots-outils existant dans certaines langues, on sait qu'ils résultent de la grammaticalisation de mots à sens lexical. Certaines existent aussi en tant que parties du discours dont elles proviennent et gardent plus ou moins leur sens initial, étant donc plus ou moins grammaticalisées. Exemples :
(fr) durant, excepté ;
(en) following « à la suite de » (← participe présent de follow « suivre »), given « étant donné » (← participe passé de give « donner ») ;
(ro) datorită « grâce à », (← participe féminin singulier de datori « devoir »), exceptând « excepté » (← gerunziu de excepta « excepter ») ;
(hr) put « vers » (← put « chemin »), putem « par le biais de » (← cas instrumental de put « chemin »), pomoću « à l'aide de » (← instrumental de pomoć « aide »), povodom « à l'occasion de » (← instrumental de povod « occasion »).
D'autres prépositions présentent un degré plus avancé de grammaticalisation, leur sens étant complètement changé par rapport à celui du mot d'origine, ex. (fr) chez (< (la) casa « maison »), sauf (← sauf « indemne »).
Certaines prépositions sont complètement grammaticalisées mais présentent un degré d'abstraction moindre que d'autres, permettant une représentation sensorielle limitée, comme celles à sens spatial et celles à sens temporel, telles parmi ou vers. D'autres ont un degré d'abstraction très élevé, ce qui ne permet pas leur représentation sensorielle. Telles sont en (fr) à ou de, vides de sens. Il y a aussi des prépositions qui, hormis leur sens spatial d'origine, acquièrent un sens tout à fait abstrait, comme la préposition roumaine pe, dont le sens concret est local, signifiant « sur ». Elle est devenue dans certains cas la marque du complément d'objet direct, ayant donc acquis un sens abstrait, ex. Pune paharul pe masă « Mets le verre sur la table » vs L-am văzut pe Gheorghe « J’ai vu Gheorghe ».
Certaines langues ont des postpositions au lieu de prépositions (ex. le hongrois), d'autres ayant des prépositions et des postpositions aussi. Parmi celles-ci également on peut constater des degrés plus ou moins avancés de grammaticalisation. Exemples :
(la) mortis causa « à cause de la mort » ;
(en) ten years ago « il y a dix ans » (du verbe du moyen anglais ago « passer ») ;
(hu) két perc múlva « dans deux minutes » (de la forme de gérondif du verbe múlik « passer »).

#### Conjonctions
Dans le cas de certaines conjonctions aussi on peut distinguer le processus de grammaticalisation qu'elles ont subi. Exemples :
(fr) J’irai en vacances, soit en Suisse, soit en Savoie (du subjonctif présent du verbe être) ;
(ro) Mergem fie la teatru, fie la operă « Nous allons soit au théâtre, soit à l'opéra » (analogue à l'exemple français) ;
(hu) Tudta, illetve úgy látszott, mintha tudta volna « Il/Elle le savait, ou plutôt il/elle semblait le savoir » (du gérondif du verbe illet qui avait le sens, obsolète dans la langue actuelle, « toucher »).

#### Articles
Les articles sont une classe de morphèmes grammaticaux qui résultent de l'abstraction, la grammaticalisation plus poussée d'autres mots également outils. Ainsi, l'article indéfini singulier provient dans plusieurs langues du numéral cardinal désignant l'unité. Il n'a pas perdu ce sens, mais celui-ci s'est atténué par la perte de son accentuation, et son sens de détermination indéfinie est devenu prépondérant. Dans certaines langues, il garde la forme du numéral: (fr) un, une ; (hu) egy „un, une”. En roumain, sa forme de masculin un est plus proche du numéral (unu), alors que celle de féminin, o, a subi une transformation plus radicale. L'article indéfini pluriel roumain niște a résulté d'un processus de grammaticalisation au cours de l'évolution du latin, à partir de la phrase nescio quid « je ne sais pas quoi ». En anglais, la forme a(n), « un, une » est à l'origine le numéral an du vieil anglais, alors qu'en anglais moderne, le numéral a une tout autre forme, one.
Dans une langue dont les grammaires ne prennent pas en compte des articles, comme le croate, on peut constater la tendance du numéral jedan, jedna, jedno « un, une » à exprimer également le caractère indéfini du nom. Avec ce rôle, il diffère du numéral par la perte de son accentuation: Pred kućom se zaustavilo jedno dijete […] « Un enfant s'est arrêté devant la maison […] ».
L'article défini qui existe dans plusieurs langues résulte lui aussi de l'abstraction plus avancée d'un mot-outil, l'adjectif démonstratif, qui a complètement perdu sa fonction déictique dans cet emploi. Dans les langues romanes, il provient de l'adjectif démonstratif latin: (la) ille, illa > (fr) le, la. En anglais, la forme unique de l'article défini est issu de la forme de masculin singulier du nominatif (þe) du démonstratif du vieil anglais. En hongrois, de ses deux formes, a et az, la dernière est identique à celle du démonstratif d'éloignement dont il provient.
En roumain, l'article défini a la même origine qu'en français (ille > -l(e), illa > -a), mais sa grammaticalisation est allée jusqu'à la perte presque totale de son statut de mot à part, donc de toute autonomie. Toutes ses formes sont enclitiques dans la plupart des cas, devenant pratiquement des affixes (pomul « l'arbre », pomului « de l'arbre », numele « le nom », legea « la loi »), l'article -a remplaçant même la terminaison des mots sans article terminés en -ă : casă « maison » → casa « la maison ». Seule la forme (-)lui est proclitique dans certains cas, pour former le génitif et le datif des noms propres de personnes et des noms de mois : lui Andrei « d'/à Andrei », lui ianuarie « de/à janvier ».

#### Le morphème du degré comparatif de supériorité
En français, le comparatif de supériorité se forme régulièrement avec le morphème plus, du latin plus, adverbe autonome signifiant « davantage, une plus grande quantité ». Il garde en français son emploi autonome (ex. Christophe a mûri ; il réfléchit plus qu'avant quand il doit prendre une décision), mais il est grammaticalisé dans une phrase comme Ma valise est plus petite que la tienne.
En espagnol, le statut du morphème más, du latin magis « plus » est analogue à celui du français : Te otorgas tres días más « Tu t'octroies trois jours de plus » (sens quantitatif) vs más inteligente « plus intelligent(e) » (morphème grammatical).
Le morphème roumain du comparatif de supériorité a la même origine que l'espagnol (magis > mai), mais n'a plus le sens « une plus grande quantité » : Filmul este mai interesant decât romanul « Le film est plus intéressant que le roman ».
Il y a des langues où le morphème analogue est en cours de grammaticalisation, étant dans certains cas en concurrence avec l'affixe ayant le même sens :
(en) I wish I felt surer / more sure about what I'm doing « Je voudrais bien me sentir plus sûr(e) dans ce que je fais » ;
(ru) интереснее interesnee – более интересный bolee interesnyj « plus intéressant ».

#### Le morphème de la négation
Le processus de grammaticalisation est bien illustré par l'histoire de la négation en français. En ancien français, son morphème était ne (< (la) non) seul. Il a sans doute été senti comme insuffisant à cause de son affaiblissement phonétique et prosodique, et on lui a associé au moins un autre mot à sens négatif en tant qu'auxiliaire de négation. En français moderne standard, la négation est presque toujours obligatoire avec au moins le mot négatif pas associé à ne. Il est le résultat de la grammaticalisation du nom pas, qui continue d'avoir son emploi autonome avec son sens lexical. En tant que mot négatif, il est complètement abstrait, n'a pas de fonction syntaxique, ni ne se traduit dans les langues où un seul mot négatif est suffisant. Mais on peut remplacer pas par d'autres auxiliaires de négation, d'autres mots à sens négatif, par exemple les pronoms indéfinis rien, nom à l'origine (< (la) rem, forme d'accusatif du nom res « chose ») et personne (du nom personne). Ceux-ci sont moins abstraits que pas, ayant aussi des fonctions syntaxiques. Dans la langue parlée, ne est de plus en plus souvent omis, le morphème de la négation devenant ainsi pas ou un autre auxiliaire de négation. Exemples :
- avec ne :

Jean n'aime pas voyager ;
Personne n'est venu ;
Rien ne lui plaît ! ;
- sans ne:

C'est pas facile ;
Personne voulait plus le voir.

#### Affixes
Les affixes sont des morphèmes liés. Certains sont appelés de dérivation lexicale. Ils forment des mots nouveaux, c'est pourquoi ils sont considérés comme lexicaux par certains auteurs. D'autres sont appelés grammaticaux. Ils ne forment pas de mots nouveaux mais seulement des formes grammaticales différentes d'un même mot. En fait, il est souvent difficile d'établir de quel genre d'affixe il s'agit. De toute façon, dans le cas de nombreux affixes, on peut déduire qu'ils résultent de processus d'abstraction de mots autonomes à sens lexical. On peut constater l'hésitation à les qualifier en comparant des affixes à sens analogue dans des langues différentes, chez des auteurs différents. Dubois 2002, par exemple, affirme qu'en français, le suffixe -ment est devenu un morphème grammatical évolué par grammaticalisation de la forme d'ablatif mente du nom latin mens « faculté intellectuelle », par exemple dans bêtement. En revanche, en linguistique roumaine, le suffixe analogue -ește est considéré comme lexical, ex. prostește « bêtement ».
Un exemple anglais de suffixe de dérivation résultant d'un processus de grammaticalisation semblable à celui de -ment est -hood (< vieil anglais -had < proto-germanique *haidus « qualité »), ex. brother « frère » → brotherhood « fraternité ».
En hongrois il y a de nombreux préfixes appliqués aux verbes, appelés aussi préverbes. Ils proviennent d'adverbes et de noms grammaticalisés à des degrés divers. Par exemple, le nom bél « partie intérieure » avait une forme déclinée belé qui exprimait un complément circonstanciel de lieu. Celui-ci est devenu adverbe de lieu au sens de « vers l'intérieur », ayant aussi la forme abrégée be, ex. Elindult be a házba « Il/Elle est parti(e) pour entrer dans la maison ». La même forme est utilisée en tant que préfixe, ex. Bejössz? « Tu viens (à l'intérieur) ? », « Tu entres ? ». Ici, il garde son sens local mais dans d'autres cas, il n'a qu'un sens grammatical, d'expression de l'aspect perfectif (le caractère accompli de l'action), ex. :. bizonyít (imperfectif) → bebizonyít (perfectif) « prouver », dans Bebizonyította, hogy a Föld kering a Nap körül, « Il a prouvé que c'est la Terre qui tourne autour du Soleil ».
Le préfixe meg- résulte lui aussi de la grammaticalisation d'un adverbe, à son tour provenant d'un nom. Il est complètement abstrait, employé seulement en tant que préfixe perfectif, ex. Jól megvertem « Je l'ai bien battu(e) ».
Un préfixe provenant d'un nom facilement identifiable, utilisé comme mot autonome aussi mais totalement abstrait avec certains verbes en tant que préfixe perfectif, est agyon-, az agyon signifiant « sur le cerveau », par exemple dans ver « battre » agyonver « assommer », dicsér « vanter » → agyondicsér « vanter excessivement ».
La seule trace d'autonomie que gardent les préverbes même complètement abstraits est que dans certaines situations, ils se détachent du verbe, apparaissant comme des mots à part, ex. Megismerkedett egy fiúval « Il/Elle a fait la connaissance d'un garçon » → Egy fiúval ismerkedett meg « C'est avec un garçon qu'il/elle a fait connaissance ».
Il y a aussi des désinences qui sont le résultat de grammaticalisations. Ainsi, en latin vulgaire, le futur est parvenu à être formé de l'infinitif du verbe à sens lexical, avec l'auxiliaire habere « avoir » au présent de l'indicatif postposé, ensuite les formes personnelles de celui-ci se sont ajoutées au verbe en tant que désinences, ex. cantare habeo « j'ai à chanter » > *cantaráio > chanterai. Le conditionnel présent s'est formé de façon analogue, avec l'imparfait de habere: cantare habebam > *cantaravéa > *cantaréa > chantereie > chanteroie > chanterais.
En hongrois il y a neuf cas grammaticaux exprimant des compléments de lieu. Les désinences de tous proviennent de mots autonomes, et ces cas expriment divers autres compléments aussi. Par exemple, l'adverbe be mentionné plus haut est aussi devenu la désinence du cas illatif, pouvant apparaître également en tant que préverbe appliqué au verbe régissant le complément en cause : Zsuzsa betett egy tollat a zsebébe « Zsuzsa a mis un stylo dans sa poche ». Cette désinence est abstraite dans d'autres situations, formant, par exemple, des compléments circonstanciels de cause : Belehalt a sérülésekbe « Il/Elle est mort(e) à cause de ses blessures ».

## Dégrammaticalisation
Certains auteurs affirment qu'il y a transformation systématique seulement de lexical à grammatical et de moins grammatical à plus grammatical, et que les éventuelles transformations en sens inverse ne sont pas systématiques. D'autres mentionnent tout de même le phénomène de dégrammaticalisation. Ainsi, Dubois 2002 considère comme dégrammaticalisation une forme de lexicalisation par perte du rapport syntaxique dans des syntagmes et des phrases, qui deviennent de ce fait inanalysables en tant que locutions, ex. tout à fait, locution adverbiale qui n'est pas sentie comme formée de trois éléments, étant équivalente à l'adverbe complètement.

### Lecture supplémentaire
- (en) Heine, Bernd et Kuteva, T., World Lexicon of Grammaticalization [« Dictionnaire international de la grammaticalisation »], Cambridge, Cambridge University Press, 2002
- (en) Hopper, Paul J. et Traugott, Elizabeth, Grammaticalization [« La grammaticalisation »], Cambridge, Cambridge University Press, 1993
- Marchello-Nizia, Christiane, Grammaticalisation et changement linguistique, Bruxelles, de Boeck, 2006
- Wittmann, Henri, « Les réactions en chaîne en morphologie diachronique », dans Actes du Colloque de la Société internationale de linguistique fonctionnelle, vol. 10, Presses de l'Université Laval, 1983 (lire en ligne), p. 285-292